# Acusaciones de narcotráfico contra Augusto Pinochet
Las acusaciones de narcotráfico contra Augusto Pinochet se basan principalmente en declaraciones realizadas en julio de 2006 por el exgeneral Manuel Contreras, antiguo asociado en la policía secreta DINA.

## Base periodística
Contreras se basó en las relaciones de Marco Antonio Pinochet Hiriart, hijo mayor del general Pinochet, con el empresario de San Vicente de Tagua Tagua, y narcotraficante, Edgardo Bathich y en las declaraciones grabadas y escritas de mayor narcotraficante capturado en Chile, el exmarine, Iván Baramdyka. Contreras afirmó a los medios de comunicación que Pinochet había usado el Complejo Químico del Ejército basado en Talagante para producir Cocaína. También afirmó que su hijo mayor Augusto Pinochet Hiriart sabía mucho de este tráfico gubernamental chileno en Los Ángeles, Estados Unidos. El encargado de distribuir la droga producida por el Ejército de Chile era Monzer Al Kassar.

## Posiblemodus operandi
Los cargamentos de cocaína partían desde la Fábricas y Maestranzas del Ejército de Chile (FAMAE) en Santiago y eran llevados en vehículos militares al Aeropuerto Pudahuel. La droga se destinaba a Europa y puntos intermedios, a menudo el aeropuerto de Port au Prince (Haití) o en Islas Canarias. Uno de los aviones utilizados para los embarques había sido «charteado» por una compañía británica registrada como Quinn Freight, y fue el mismo que usaron Robert Mc Farlane y el coronel Oliver North para viajar a Irán a negociar el plan Irán-Contras.

«(...) asegura en su informe que cuando Gerardo Huber se hizo cargo del Complejo Químico del Ejército, a mediados de los 80, el químico de la DINA Eugenio Berríos, junto a otro "cocinero", se encargaban de elaborar cocaína "negra" o "rusa"». «La fórmula para fabricarla era mezclar el alcaloide con sulfato ferroso y otras sales minerales para ayudar a que éste se impregnara del pigmento, de modo que se adhiriera a distintas superficies y careciera del tradicional olor que permite detectarla»
La Nación

Saul Landau afirma que Manuel Contreras, director de la DINA, «dio protección a narcotraficantes recibiendo por ellos pagos que fueron a la DINA y al lobby cubano anticastrista», lo que demuestra que las «conexiones y negocios» involucraron a alto nivel a la dictadura, las FF. AA. y los servicios de seguridad. Una forma de «financiar» las operaciones exteriores de la DINA fue el comercio clandestino de drogas y el tráfico de armas.

## Cocaína negra
La Dirección de Inteligencia Nacional (DINA), policía represiva de la dictadura militar, tenía varios programas de guerra química, dentro de los cuales se encontraba la Operación Andrea. El encargado de crear estas armas y substancias químicas era el bioquímico Eugenio Berríos. Su tesis de grado la hizo en alcaloides como la Boldina. Dentro de sus proyectos, de acuerdo a Manuel Contreras estaba la creación de una cocaína negra. Esto evitaría la detección por perros.
La cocaína negra, también conocido como «coca negra», es una mezcla regular de cocaína base o cocaína clorhidrato con varias otras sustancias. Estas otras sustancias se agregan para:
- camuflar la apariencia típica (pigmentos y tintes, por ejemplo, carbón)
- interferir con las pruebas de drogas basadas en color (mezclar tiocianatos y sales de hierro o sales de cobalto que forman complejos de color rojo profundo en solución),
- hacer que la mezcla sea indetectable con perros que olfatean drogas (el carbón activado puede absorber trazas de olores).

## Investigaciones de Iván Baramdyka
En 1984 ocurría en Estados Unidos y su área de influencia el Escándalo Irán-Contra, en el que se triangularon armas por drogas del Cartel de Medellín, todo esto con la venia del Gobierno de Estados Unidos, como fue investigado por el Informe Kerry. Uno de los actores menores de este escándalo fue el exmarine Iván Baramdyka, que hizo además «trabajos» por su cuenta, los que fueron detectados por la DEA debiendo escapar de su país con su esposa chilena hacia Chile. Baramdyka fue detectado en Chile y solicitada su extradición, por lo que recurrió a una argucia legal para permanecer más tiempo en el país. En ese tiempo grabó confesiones y escribió un libro autobiográfico Memorias de un narco el que repartió entre los mandos medios interesados. Uno de ellos fue el exgeneral Manuel Contreras. En sus relatos Baramdyka hace una relación detallada del narcotráfico llevado a cabo por el Ejército de Chile durante 1986 y 1987 en Europa, durante el cual se ingresaron a ese continente al menos 20 toneladas de cocaína. Según sus relatos Baramdyka integraba los negocios de la CNI en Madrid, relocalizando el Centro europeo de distribución de cocaína chilena desde Estocolmo. En todo momento tuvo la «asesoría» de oficiales chilenos. En 1986 (marzo/junio/octubre) y 1987 (marzo/junio) planificó «numerosos vuelos desde Chile con embarques de cocaína por un peso total de 12 toneladas disimuladas en envíos de bombas de racimo para Irán e Irak».

## Manuel Contreras

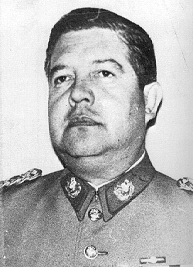
Manuel Contreras con uniforme militar.

Ya en 1988, el exjefe de la DINA, posteriormente condenado a cadena perpetua por crímenes de lesa humanidad tales como el asesinato de Orlando Letelier, trató de negociar su situación judicial con la embajada de Estados Unidos en Santiago. Negoció un trato ofreciendo información sobre las actividades de narcotráfico de un hijo de Pinochet y del exmayor Armando Fernández Larios a cambio de ser liberado en Estados Unidos de las acusaciones de asesinato de Letelier. Este intento de Contreras consta en un informe del Departamento de Estado del 10 de febrero de 1989, desclasificado en 1991.
Contreras entregó a un tribunal chileno un disco compacto con información diversa, que contenía la entrevista que prestó el narcotraficante estadounidense Iván Baramdyka a Televisión Nacional de Chile a mediados de los años 1990. Este último fue extraditado a Estados Unidos por las actividades de tráfico de drogas en las que estaba involucrado. Fue el mismo que vinculó a Bathich y los Pinochet con la cocaína y el tráfico internacional de armas. Baramdyka llegó a Chile en 1985 con un pasaporte falso a nombre de «Trinidad Moreno». Su contacto en Chile era un funcionario del consulado chileno en Los Ángeles, Federico Silva Pizarro. El exmarine Baramdyka fue extraditado de Chile en 1993, pero antes de que el FBI se lo llevara, se preocupó de dejar su historia grabada en video que, entre otras acusaciones, aseguraba que los colombianos compraban éter y acetona producidos en el Complejo Químico del Ejército (CQE) en Talagante.
Un reportaje de La Nación revela que Manuel Contreras el 9 de julio de 2006 envió antecedentes sobre ilícitos del exdictador al juez Claudio Pavez, quien indaga la muerte del coronel Huber y el tráfico de armas a Croacia. Extendió su acusación al resto de la familia del militar.
En forma anexa lo acusó de haber usado la Pasta base como droga eugenésica en las poblaciones periféricas de Santiago, de manera similar como la usó la CIA en Los Ángeles, Estados Unidos, de acuerdo a lo denunciado por la serie Dark Alliance: The CIA, the Contras, and the Crack Cocaine Explosion en 1988 por el periodista Gary Webb, lo que le significó ganar el Premio Pulitzer. y el Firecracker Alternative Book Award.

## Acusaciones periodísticas previas
Varios periodistas entre los cuales se encuentran algunos que escribieron libros acerca del tema como Hugh O'Shaughnessy afirman que la Dictadura Chilena de Augusto Pinochet narcotraficó masivas cantidades de cocaína a Europa (al menos 12 toneladas de cocaína entre 1986 y 1987).
Varias investigaciones periodísticas revelaron las conexiones entre la dictadura, la familia Pinochet y el tráfico de drogas. Una estrecha relación que ya era bien conocida.

(...) Pinochet envió a la DEA de EE. UU. un avión cargado de narcotraficantes detenidos después del golpe (...) luego la mano derecha de Pinochet, Manuel Contreras, puso sus propios hombres bajo protección de la DINA, en las mismas plantas de elaboración y puntos de embarque. Los cubanos anticastristas llevaban una parte en la operación. Las enormes ganancias fueron a suplementar el presupuesto clandestino de la DINA. Pinochet sostuvo a menudo que él controlaba a la DINA y en realidad lo hacía respecto de todo lo que sucedía en Chile. (...) A la luz de sus propias declaraciones y de las hechas por Manuel Contreras sería imposible imaginar que el dictador ignoraba el tráfico de drogas (...)
Hugh O'Shaughnessy

## Relaciones de Bathich con los Pinochet
Edgardo Bathich era del núcleo íntimo de Marco Antonio Pinochet Hiriart desde la adolescencia cuando ambos frecuentaban los centros nocturnos de Santiago como el Drive In de Avenida Apoquindo con Avenida Cuarto Centenario. Pero con el pasar del tiempo hicieron sus relaciones más formales y Pinochet tenía su sede de negocios en Bathich Motoren Ltda., la antecesora de Chile Motores SA, en la Avenida Américo Vespucio 01313, donde era el representante en Chile de la línea de lanchas de alta velocidad Chaparral, construidas en EE. UU. Las lanchas Chaparral se comercializaban en Chile a través de Bathich Motoren. Era (y sigue siendo) representante y distribuidor de lanchas Chaparral, que se vendían en Bathich Motoren, como muestra la foto que se conserva en el archivo de La Nación. Pero él lo negó.

(...) Jamás he tenido relaciones comerciales con el empresario chileno Yamal Bathich ni vínculo alguno con su primo Monzer Al Kassar, al que ni siquiera conozco» (...) Fue un amigo de juventud, pero desde que me casé, hace quince años, no lo vi más.
Marco Antonio Pinochet Hiriart

Sin embargo, su hermano mayor Augusto Pinochet Hiriart reconoció en 2000, en una entrevista a la agencia de noticias española Europa Press, que Marco Antonio había tenido negocios con Bathich. El abogado Héctor Novoa Vázquez (hermano del expresidente del partido derechista UDI, Jovino Novoa Vázquez) fue encargado en 1986 de constituir en Panamá la United Trading Motors Corp. Esta sociedad panameña de acciones al portador realizó ese mismo año una serie de inversiones en Chile, entre ellas, el aporte del 90 por ciento del capital de la empresa Bathich Motoren Ltda. Según el libro La delgada línea blanca de Rodrigo de Castro, el padre de Edgardo, Mohamed Bathich Melek, llegó a Chile desde Siria en 1929. Sin nada en nuestro país, escaló rápidamente en la vida social. Mantuvo además sus vínculos familiares y de amistad en Argentina y Siria, lo que le permitió conocer a Mohamed Al Kassar; un hombre que se fortaleció económicamente gracias a su poder en las redes del narcotráfico sirio y libanés, además de haber sido embajador de Siria en Polonia, Bulgaria, Canadá e India. En La Cisterna, cuando el alcalde era el actual senador Iván Moreira, fue levantada una plaza con el nombre del padre de Bathich, seguramente, por sus aportes a la comunidad.
Entre 1986 y 1989, Luis Undurraga Finlay se desempeñó como gerente de la sociedad de Bathich que antecedió a Chile Focus Motores. Así lo reconocieron ambos,  pero por separado, en entrevista dada por Undurraga a La Segunda en 1992 y por Bathich al periodista Manuel Salazar, para su libro Traficantes y Lavadores, en 1996.
Esta no es la única relación que ha mantenido el representante en Chile del narcotraficante sirio Monzer Al Kassar con la familia Pinochet. Bathich también fue socio de Luis Arturo Pinochet Campos, primo hermano de Marco Antonio e hijo de Luis Arturo Pinochet Ugarte, en la propiedad de la discoteque César, ubicada en Playa Amarilla, en Concón, referente de la noche porteña y el consumo de drogas, al igual que Gente en Santiago, según consignan los registros del Diario Oficial. Además, ambos aparecen como socios en la empresa B P Inversiones Ltda.

—¿Quiénes eran los socios colombianos de Bathich? —le preguntamos una vez.—Los Ochoa de Medellín. Tres hermanos. Fabio, era el padre. Jorge, uno de los hijos. —¿Y a Jesús Ochoa Galvis, lo conoce? —No. Puede ser que lo haya conocido en Colombia, pero no me recuerdo.—Usted habló de Erny Presiuto, contacto que le entregó a Pedro Krstulovic. ¿El manejaba las finanzas en Europa? —No, eso lo manejaban entre Bathich y el otro traficante de armas, Al Kassar. —¿Bathich y Al Kassar se conocieron en 1988-89? —No, la relación es de antes. La relación entre Kashoggi y Bathich también es de antes.
Iván Baramdyka, en entrevista por Juan Gasparini

## Acusaciones periodísticas posteriores
En 2000, el periódico británico The Guardian, amparado en investigaciones de The Observer, publicó que el Ejército y la policía secreta chilenos llevaban más de dos décadas interrumpidas traficando cocaína en Europa y Estados Unidos, práctica comenzada durante la dictadura de Pinochet.
A inicios de 2009 y tras quince años de trabajo el historiador estadounidense Paul Gootenberg presentó Andean Cocaine: The Making of a Global Drug, un minucioso estudio que vino a reenfocar los debates respecto a la historia y la eficacia de los regímenes de prohibición del más exitoso y controvertido bien de exportación del continente: la cocaína. Entre los hallazgos de la investigación, cuya traducción al español está en curso, destaca el gravitante papel de Chile en la configuración de las redes que hicieron de este alcaloide un fenómeno global.
Después del golpe de septiembre todo cambió. Un influyente oficial de la DEA (Drug Enforcement Administration) se aproximó directamente a Pinochet para convencerlo de que una eficiente campaña antidrogas le ganaría el favor de los Estados Unidos (Pinochet ya estaba enfrentando problemas en el exterior por el tema de los derechos humanos) y de paso evitaría que los grupos de izquierda usaran las ganancias del tráfico para financiar actividades subversivas. Valiéndose de su poder militar, Pinochet se movió con rapidez y eficacia. Luis Fontaine, su nuevo jefe de narcóticos de Carabineros, encarceló o expulsó a los 19 traficantes chilenos más importantes. Algunos fueron enviados a juicio a Estados Unidos y otros huyeron a Argentina.
El 30 de julio de 2015, el medio chileno digital El Mostrador realiza un reportaje llamado «El Mamo y la cocaína de Pinochet». En él se analizan los distintos aspectos de las denuncias. Cita que:

'El Mamo se llevará grandes secretos, en medio de tiempos en que, como nunca, la ilegalidad de las drogas se ha cuestionado, al ser el método de financiamiento predilecto para criminales y organizaciones ilícitas. Es así como el Mamo no nos contará, sobre cómo mantener las drogas ilegales, tuvo también una razón muy poderosa para los planes de financiamiento personal, de tal vez el capo más nefasto, odiado y poderoso de nuestra historia.'
El Mamo y la cocaína de Pinochet,Eduardo Vergara, El Mostrador 30 julio, 2015 

## Piden desclasificar archivos
En 2016 y ante una solicitud por la Ley de Transparencia norteamericana, la Drug Enforcement Administration (DEA) reconoció que mantenía en su poder casi 3 mil páginas de archivos que vinculan a Pinochet con tráfico de drogas, pero que sólo era capaz de revelar una página de los informes que posee. El medio digital chileno El Ciudadano ya apeló ante el Departamento de Justicia de EE. UU.
Según la fuente, la DEA «reconoció que mantenía en su poder los documentos, pero que solo era capaz de revelar una página de los informes que posee», razón por la que El Ciudadano apeló de esa decisión ante el Departamento de Justicia de Estados Unidos.

## Reacciones
Augusto Pinochet negó públicamente los dichos de Contreras. Marco Antonio Pinochet, como involucrado en las acusaciones y vocero de su familia, en tanto, trató a Contreras de «mentiroso» y «canalla». Fidel Reyes, abogado de Contreras, reafirmó las acusaciones de parte de su cliente, sosteniendo que poseían pruebas para probarlo.[cita requerida]

## Cultura popular
La popular serie Narcos de Netflix comienza cuando en Chile, Pinochet elimina los centros de procesamiento de drogas, para evitar el financiamiento de los grupos subversivos, haciendo que el líder llamado "Cucaracha", huya a Colombia y le enseñe a Pablo Escobar el negocio.
El artista y MC chileno, Inkognito, detalla las acciones de los Pinochet en su canción «Fuma», canción número 23 de su álbum Pinganillas, Vol. 2.

### Videos
- Los nexos de los hijos de Pinochet con el narcotráfico

- Datos: Q5413953